# Championnats du monde Pro de ski de vitesse 2000
Navigation
1999 Pro 2001 Pro
Les Championnats du monde Pro de ski de vitesse 2000 (appelés aussi Mondial Pro) se sont déroulés du 19 au 24 mars 2000 aux Arcs sous l'égide de l'association France Ski de vitesse.

## Organisation
Ils se disputent cette année sur une épreuve unique disputée sur une piste sans limitation de vitesse (alors que les épreuves de cette époque organisées par la FIS  sont limitées à 200 km/h).
Ce sont les uniques championnats du monde organisés en 2000 car la FIS organise ses championnats du monde les années impaires.

## Podiums

### Hommes
| Épreuves | Or                 | Argent        | Bronze        |
| -------- | ------------------ | ------------- | ------------- |
| S1       | Philippe Goitschel | Serge Perroud | Jyrki Jokipii |

### Femmes
| Épreuves | Or               | Argent             | Bronze       |
| -------- | ---------------- | ------------------ | ------------ |
| S1       | Karine Dubouchet | Carolyn Skyer-Curl | Tracie Sachs |

## Résultats détaillés

### Hommes S1
| \| Rang \| Skieur \| Vitesse \| \| ------------------ \| ------------------ \| ------------ \| \| Médaille d'or \| Philippe Goitschel \| 225,141 km/h \| \| Médaille d'argent \| Serge Perroud \| 222,359 km/h \| \| Médaille de bronze \| Jyrki Jokipii \| 220,859 km/h \| \| 4 \| Laurent Sistach \| 220,318 km/h \| \| 5 \| Jukka Viitasaari \| 220,183 km/h \| \| 6 \| Johan Rousseau \| 219,914 km/h \| \| 7 \| Christophe Barthe \| 218,845 km/h \| \| 8 \| Martin Lachaud \| 217,918 km/h \| \| 9 \| Morten Skyer \| 217,523 km/h \| \| 10 \| John Hembel \| 213,737 km/h \| |                    |              |
| Rang | Skieur             | Vitesse      |
| Médaille d'or | Philippe Goitschel | 225,141 km/h |
| Médaille d'argent | Serge Perroud      | 222,359 km/h |
| Médaille de bronze | Jyrki Jokipii      | 220,859 km/h |
| 4 | Laurent Sistach    | 220,318 km/h |
| 5 | Jukka Viitasaari   | 220,183 km/h |
| 6 | Johan Rousseau     | 219,914 km/h |
| 7 | Christophe Barthe  | 218,845 km/h |
| 8 | Martin Lachaud     | 217,918 km/h |
| 9 | Morten Skyer       | 217,523 km/h |
| 10 | John Hembel        | 213,737 km/h |

### Femmes S1
| \| Rang \| Skieuse \| Vitesse \| \| ------------------ \| ------------------ \| ------------ \| \| Médaille d'or \| Karine Dubouchet \| 216,867 km/h \| \| Médaille d'argent \| Carolyn Skyer-Curl \| 216,476 km/h \| \| Médaille de bronze \| Tracie Sachs \| 208,817 km/h \| \| 4 \| Catherine Genty \| 207,373 km/h \| \| 5 \| Kati Metsäpelto \| 206,897 km/h \| |                    |              |
| Rang | Skieuse            | Vitesse      |
| Médaille d'or | Karine Dubouchet   | 216,867 km/h |
| Médaille d'argent | Carolyn Skyer-Curl | 216,476 km/h |
| Médaille de bronze | Tracie Sachs       | 208,817 km/h |
| 4 | Catherine Genty    | 207,373 km/h |
| 5 | Kati Metsäpelto    | 206,897 km/h |